# ليمونا بيمونتي
ليمونا بيمونتي هي كومونا في مقاطعة كونيو في المنطقة الايطالية بيدمونت، والتي تبعد عن العاصمة تورينو بما يقارب 100كيلو متر (62 ميل) جنوباً، وتبعد عن كونيو بما يقارب 20 كيلومتر (12 ميل) جنوبا، وهي تشارك حدودها مع فرنسا.و كان قد بلغ عدد سكانها في شهر سبتمبر لعام 2017 1476 نسمه، ومساحتها 71.3 كيلومتر مربع (27.5 ميل مربع).
في عام 1891 وصل القطار إلى ليمونا مما جعلها وجهه سياحيه للتزلج، وبعدها في عام 1897 وصلت الزلاجات إلى إيطاليا. وفي عام 1907 بدأت مسابقة تاريخية للتزلج في ليمونا، وفي عام 2007 احتفلت المقاطعة بمناسبة مرور قرن منذ بدء المسابقة. وبفضل ثروتها الطائلة تمكنت من بناء نفق Col de Tende Road Tunnel ، والذي ربط البلدة بالعديد من المواقع المشهوره والغنية، كـ Montecarlo، Nice وSanremo.